# Královská greenwichská observatoř
Královská greenwichská observatoř (Royal Observatory, Greenwich původně Royal Greenwich Observatory) byla zřízena roku 1675 králem Karlem II. V té době byl také zřízen úřad královského astronoma, aby řídil práci observatoře a podporu navigace. Nachází se na kopci v Greenwich Parku v londýnském obvodu Greenwich.
Flamsteed House, původní část observatoře byl navržen sirem Christopherem Wrenem a byl první účelovou stavbou pro určenou pro vědecký výzkum ve Velké Británii. Byl určen pro astronomický vědecký výzkum vedený Johnem Flamsteedem a později se stal i sídlem přesného měření času a Námořního úřadu Jejího Veličenstva.
Britští astronomové používali observatoř pro svá měření dlouhou dobu. Budovou vedly čtyři poledníky. Základem pro měření zeměpisné polohy byl nultý poledník ustanovený roku 1851 a přijatý na mezinárodní konferenci roku 1884. Původně byla jeho poloha vyznačena na dvoře observatoře mosazným páskem, později nahrazen páskem z nerezové oceli a od 16. prosince 1999 silným zeleným laserovým paprskem osvětlujícím londýnské noční nebe.
Greenwichský střední čas (Greenwich Mean Time) byl jedno období založen na měření času v této observatoři. Později byl nahrazen koordinovaným světovým časem (Coordinated Universal Time). Pohyb časové koule (time ball – viz obrázek) každodenně označuje přesný místní střední čas – poledne, nebo během letního času jednu hodinu odpolední. Tento mechanismus instaloval roku 1833 královský astronom John Pond.
V současné době se v budově nachází muzeum astronomických a navigačních přístrojů, mezi jinými ceněný chronometr Johna Harrisona.
V únoru 2005 byla zahájena rekonstrukce s náklady 15 miliónů liber, jejímž výsledkem bude i nové planetárium, další výstavní galerie a studijní prostory.

## Royal Observatory, Greenwich – Royal Greenwich Observatory

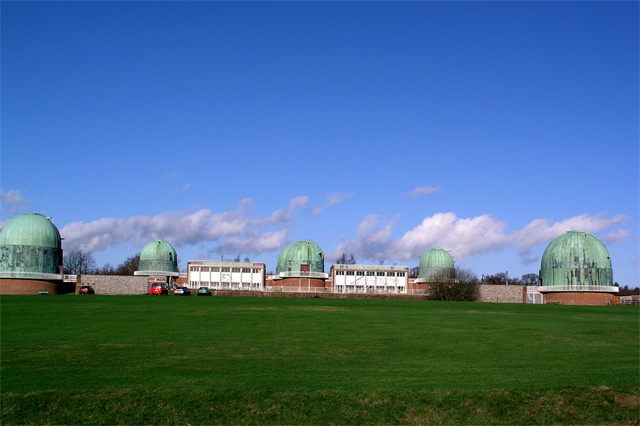
Královská observatoř – Herstmonceux

Po většinu 20. století sídlila královská observatoř mimo Greenwich. Posledním rokem, kdy tu byly všechny části observatoře, byl rok 1924. V té době působil rozvoj železniční dopravy stále větší znečištění ovzduší, a to vedlo k přestěhování oddělení magnetismu a meteorologie do Abingeru.
V době druhé světové války se všechna oddělení, včetně těch londýnských, přestěhovala na venkov do Abingeru, Bradfordu a Bathu a aktivity v Greenwichi byly redukovány na minimum.
Po válce, v důsledku zvýšeného svitu světelného pozadí Londýna, bylo rozhodnuto o přestěhování královské observatoře do Herstmonceux Castle (70 km jihovýchodně od Greenwiche, poblíž Hailshamu). Úřad královského astronoma se tam přemístil již v roce 1948, ale ostatní vědecká oddělení až po výstavbě nové budovy observatoře roku 1957.
Dopravní spojení – DLR – Cutty Sark.